# Šemovci
Šemovci falu Horvátországban Kapronca-Kőrös megyében. Közigazgatásilag Virjéhez tartozik.

## Fekvése
Kaproncától 20 km-re délkeletre, községközpontjától 5 km-re délre a Bilo-hegység északi lejtőin, a Szentgyörgyről Belovár felé vezető út mentén  fekszik.

## Története
Területén már az ókorban éltek emberek, ezt bizonyítja hogy ókori barbár pénzlelet került elő itt, melyet ma Zágrábban őriznek. A Gora és Koštajnić településrészeken előkerült bronz és vaskori leleteket a kaproncai múzeum őrzi. A falu neve az ősi  pásztorszállások elnevezéséből származik, tehát valószínűleg pásztorok lakták egykor ezt a vidéket. A történelem megőrizte két itteni kis falu Konačko és Seče nevét is. A középkorban a mai iskola helyén kisebb erődítmény állt. Ennek maradványaiból épült később az itt állomásozó határőrszázad állomáshelye, melyből később iskola lett. A falu iskoláját 1824-ben alapították, a mai iskolaépület 1883-ban épült. A tanulók nagy létszáma miatt 1899-ben bővítették. Az 1950-es évektől a tanulói létszám fokozatosan csökkent, mára az iskola két osztályában mindössze 10 tanuló maradt.
A falunak 1857-ben 1005, 1910-ben 1356 lakosa volt. Trianonig Belovár-Kőrös vármegye Szentgyörgyi járásához tartozott. Šemovci a korábbi független horvát állam idején 1945-ig önálló község volt. Önkéntes tűzoltóegylete 1926-ban alakult, részt vesz a falu közösségi és kulturális életében is. 2001-ben 576 lakosa volt.

## Kultúra és sport
A közösségi ház az egykori községháza helyén épült, ma azonban nagyrészt kihasználatlan és felújításra szorul. A településen színjátszó társulat, énekkar és nőegylet működik. A labdarúgó klubot 1956-ban alapították, de már 1930-ban működött sportegyesület a településen.

## Nevezetességei
- A Szent Kereszt tiszteletére szentelt római katolikus temploma[2] 1832-ben épült. A korábbi templom fából épült és a temetővel szemben állt. A templom egyhajós épület klasszicista stílusjegyekkel, a szokványosnál nagyobb méretekkel, téglalap alaprajzú hajóval, kissé keskenyebb, lekerekített szentéllyel. A szentély mellett sekrestye, a főhomlokzat felett pedig az 1832-ben épült harangtorony áll. A hajó oldalfalai mentén a 19. század közepén támpilléreket építettek. Boltozata csehsüveg, amelyeket övek választanak el, amelyek masszív oldalpilléreken nyugszanak, a falhoz csatlakoztatott konkáv lekerekítéssel. A szentély szintén csehsüvegboltozatos.

- Szent Péter és Pál apostolok tiszteletére szentelt temetőkápolnáját 2003-ban építették. Festett üvegablakai két védőszentjét ábrázolják.